# Mathias Christian Petersen
Mathias Christian Petersen (* 14. April 1809 in Garding, Eiderstedt; † 20. September 1890 ebenda) war ein schleswig-holsteinischer Landwirt, Kaufmann und Hebungsbeamter sowie kurzzeitig Mitglied des Reichstags des Deutschen Kaiserreichs.

## Leben
Petersen war Hofbesitzer, Landwirt und Kaufmann in Garding. Von 1847 bis 1880 war er Pfennigmeister (Hebungsbeamter und Rechnungsführer) für den Westteil der Halbinsel Eiderstedt.
Bei der Wahl zum ersten Reichstag des Deutschen Reichs im März 1871 gewann Petersen als Kandidat der Nationalliberalen Partei das Mandat im Wahlkreis Schleswig-Holstein 4 (Tondern, Husum, Eiderstedt). Die Wahl Petersens wurde am 25. März 1871 von der Reichstagsmehrheit ungültig erklärt. Die Aufhebung der Wahl Petersens wurde damit begründet, dass wegen starken Eisgangs in der Nordsee die Bewohner der Halligen weder von der Wahl erfahren hatten noch ihre Stimme abgeben konnten. Die Nachwahl im Juni 1871, zu der Petersen nicht mehr antrat, gewann Peter Wilhelm Forchhammer von der Deutschen Fortschrittspartei.